# Cycloseris
Genre
Cycloseris (ou corail-champignon) est un animal du genre des coraux durs, de la famille des Fungiidae. Leur squelette est en forme de disque, ovale ou rond, généralement surmonté d'une fente centrale au niveau de la bouche du polype. Celle-ci est entourée de tentacules, qu'il sort la nuit pour attraper la nourriture. Ces coraux ne sont pas attachés au sol marin mais plutôt "posés" dessus. Les multiples crêtes de leur squelette sont tranchantes. 

## Liste d'espèces
Le genre Cycloseris comprend les espèces suivantes :
| Selon World Register of Marine Species (4 juillet 2015) : ___ - Cycloseris boschmai Hoeksema, 2014 - Cycloseris costulata (Ortmann, 1889) - Cycloseris curvata (Hoeksema, 1989) - Cycloseris cyclolites (Lamarck, 1815) - Cycloseris densicolumellus Latypov, 2011 - Cycloseris distorta (Michelin, 1842) - Cycloseris explanulata (Van der Horst, 1922) - Cycloseris fragilis (Alcock, 1893) - Cycloseris hexagonalis (Milne Edwards & Haime, 1848) - Cycloseris mokai (Hoeksema, 1989) - Cycloseris sinensis Milne Edwards & Haime, 1851 - Cycloseris somervillei (Gardiner, 1909) - Cycloseris tenuis (Dana, 1846) - Cycloseris vaughani (Boschma, 1923) - Cycloseris wellsi (Veron & Pichon, 1980) | Selon ITIS (4 juillet 2015) : - Cycloseris costulata (Ortmann, 1889) - Cycloseris cyclolites (Lamarck, 1801) - Cycloseris distorta (Michelin, 1843) - Cycloseris elegans (Verrill, 1870) - Cycloseris erosa (Doderlein, 1901) - Cycloseris marginata (Boschma, 1923) - Cycloseris mexicana Durham, 1947 - Cycloseris patelliformis (Boschma, 1923) - Cycloseris somervillei (Gardiner, 1909) - Cycloseris vaughani (Boschma, 1923) |

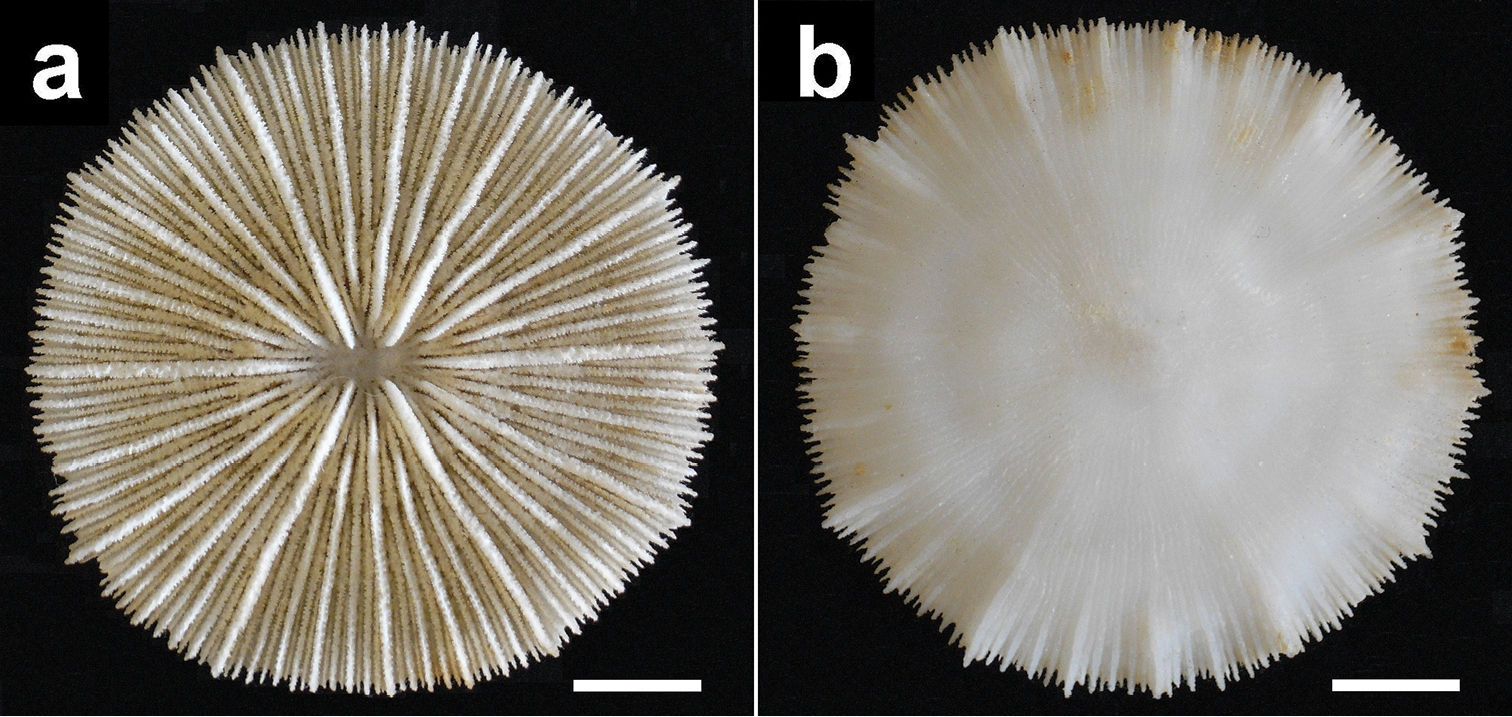
Cycloseris boschmai
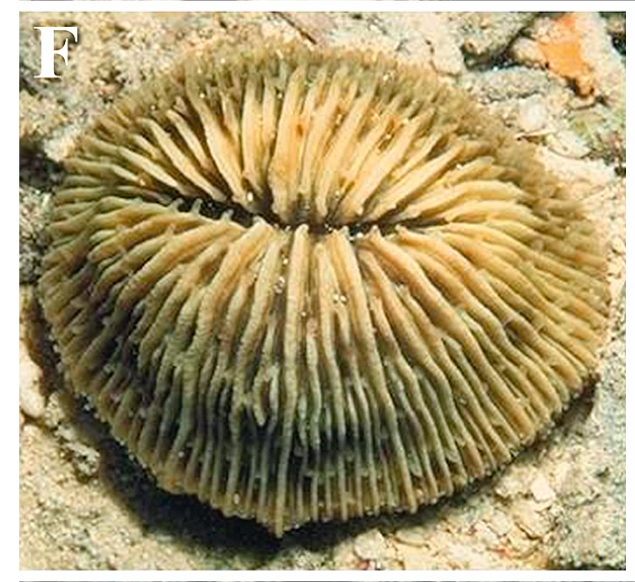
Cycloseris cyclolites
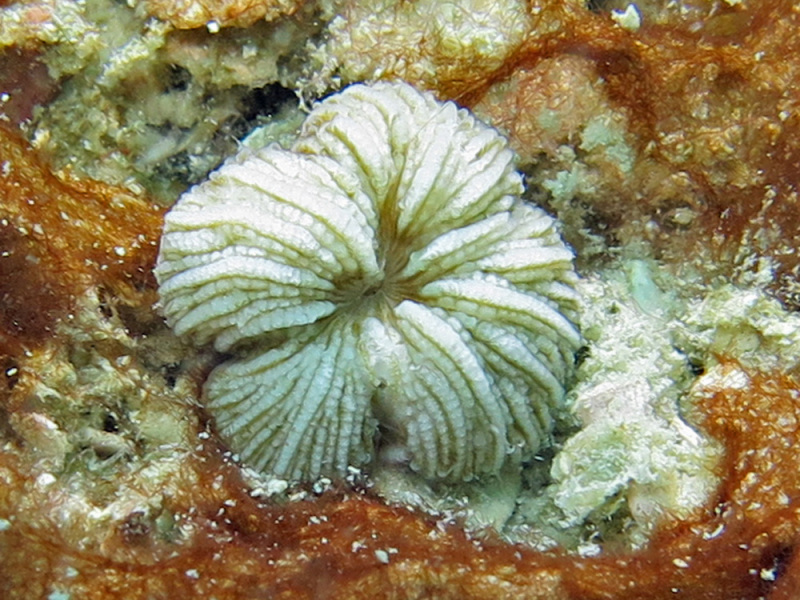
Cycloseris distorta
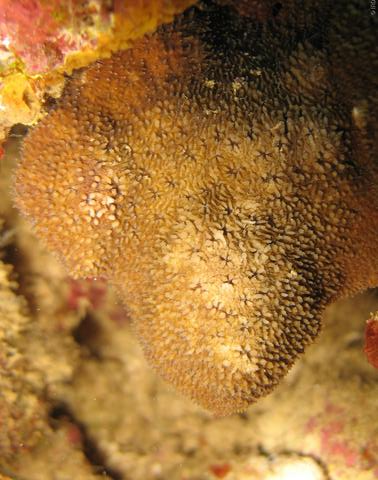
Cycloseris explanulata
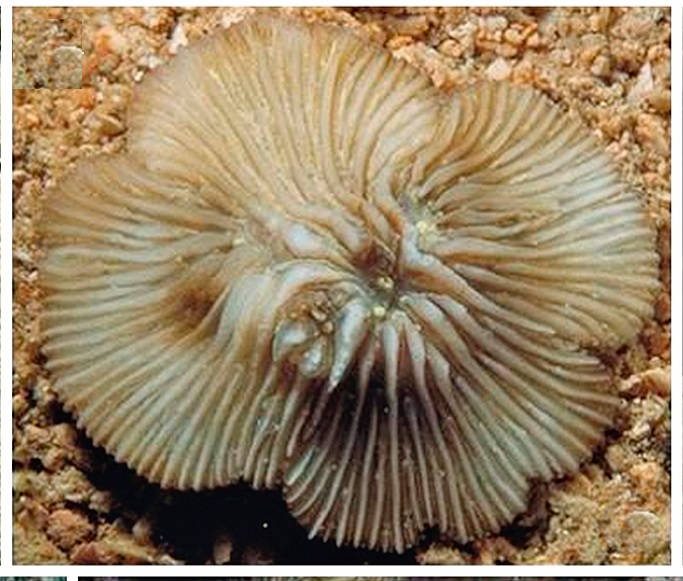
Cycloseris fragilis
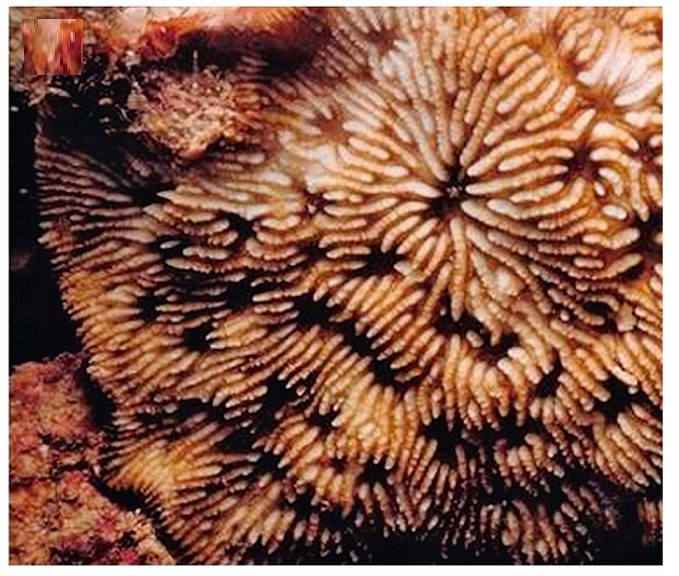
Cycloseris mokai
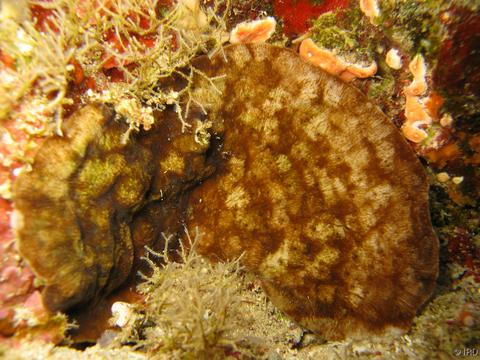
Cycloseris wellsi